# تری فارل (هنرپیشه)
 تری فارل (انگلیسی: Terry Farrell؛ زادهٔ ۱۹ نوامبر ۱۹۶۳) یک هنرپیشه و مانکن اهل ایالات متحده آمریکا است. وی بین سال‌های ۱۹۸۳ تا ۲۰۰۳ میلادی فعالیت می‌کرد.

## بخشی از فیلمشناسی
از فیلم‌ها یا برنامه‌های تلویزیونی که وی در آن نقش داشته‌است می‌توان به آثار زیر اشاره کرد.
- بازگشت به مدرسه (۱۹۸۶)
- بکر (مجموعه تلویزیونی) (۱۹۹۸–۲۰۰۲)
- دریاچه (۲۰۱۷)